# Józef Wolff (historyk)

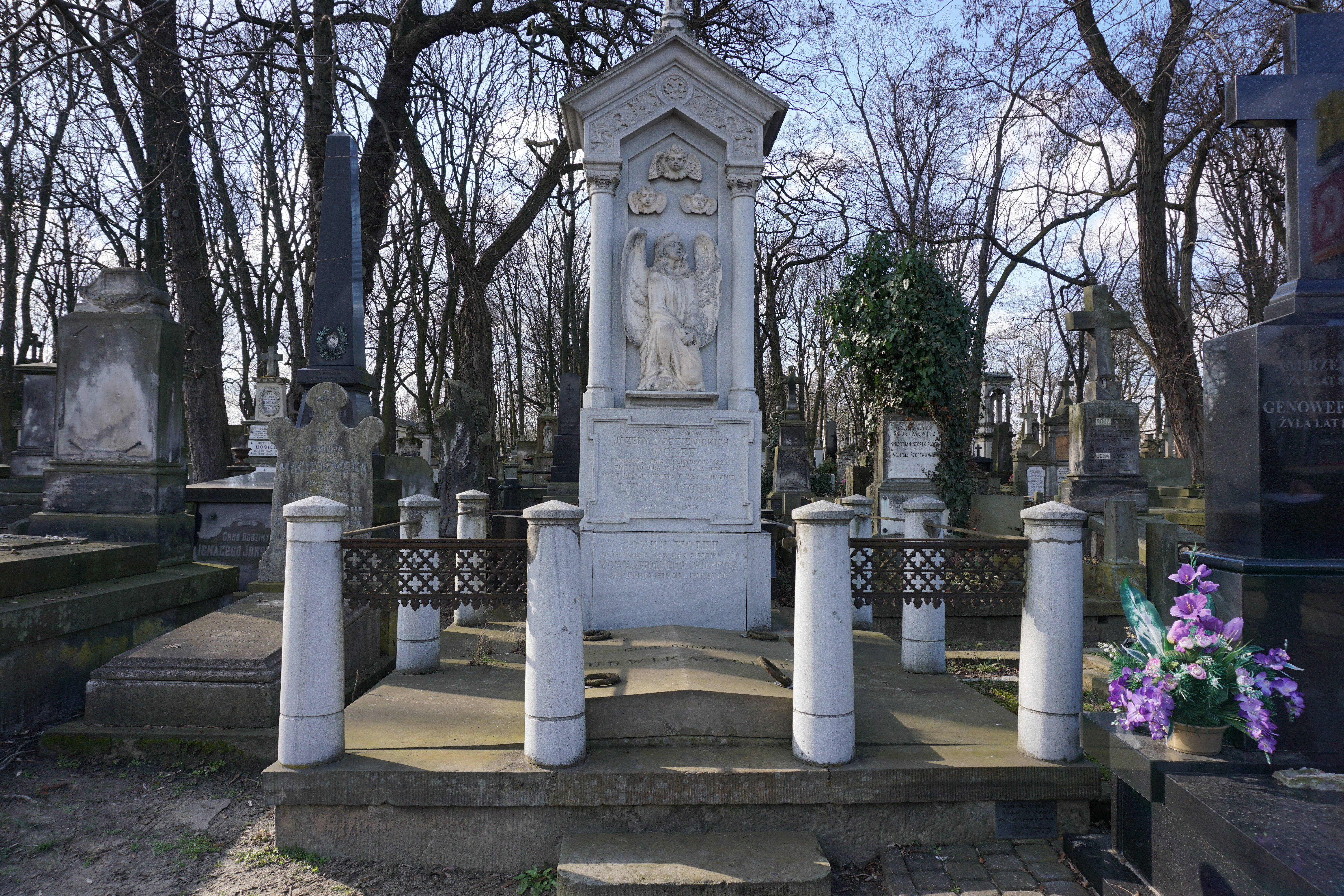
Grób Józefa Wolffa na cmentarzu Powązkowskim

Józef Ludwik Wolff (ur. 15 grudnia 1852 w Warszawie, zm. 9 sierpnia 1900 w Heidelbergu) – polski historyk, księgarz, heraldyk i genealog.

## Życiorys
Urodził się jako syn kupca i bankiera pochodzenia żydowskiego Ludwika Wolffa i Józefiny ze Zdzienieckich. Po ukończeniu szkół średnich w kraju studiował w Lipsku nauki ekonomiczne. Pracował następnie w Banku Handlowym w Warszawie jako prokurent. W późniejszym okresie jego pasją stała się historia. Przeniósł się do Petersburga, gdzie oprócz działalności księgarskiej, prowadził badania źródłoznawcze Metryki Litewskiej. Był członkiem korespondentem Akademii Umiejętności w Krakowie. Pozostawił po sobie kilka znaczących opracowań prozopograficznych. Niektóre z nich, choć wydane pod jego nazwiskiem, były w rzeczywistości autorstwa Konstantego Ożarowskiego. Ze spuścizny niepublikowanej Wolffa wymienić należy rękopis czterotomowej pracy Herbarz szlachty litewskiej, który spłonął wraz z jego księgozbiorem liczącym 2100 pozycji w Bibliotece Krasińskich w Warszawie w 1944. Pochowany na cmentarzu Powązkowskim (kwatera 156-2-16/17).

## Publikacje
- O kniaziach Kobryńskich, Kraków 1883.
- Pacowie. Materyjały historyczno-genealogiczne, Petersburg 1885.
- Senatorowie i dygnitarze Wielkiego Księstwa Litewskiego 1386–1795, Kraków 1885.
- Żyd ministrem króla Zygmunta. Szkic historyczny, Kraków 1885 (reprint Tel-Awiw 1988).
- Ród Gedimina. Dodatki i poprawki do dzieł K. Stadnickiego: „Synowie Gedymina”, „Olgierd i Kiejstut” i „Bracia Władysława Jagiełły”, Kraków 1886.
- Kniaziowie litewsko-ruscy od końca czternastego wieku, Warszawa 1895 (reprint Warszawa 1994).